# Chen Gongbo
Chen Gongbo (陳公博, 19 octobre 1892 - 3 juin 1946) est un homme politique chinois qui fut le second président du gouvernement national réorganisé de la République de Chine collaborationniste.

## Biographie
Chen Gongbo est né à Guangzhou (Canton) en 1892. Son père est un fonctionnaire de la dynastie Qing. Étudiant de l'université de Pékin, il participe au mouvement du 4-Mai et étudie le marxisme auprès de Chen Duxiu. 
Chen Gongbo est l'un des fondateurs du Parti communiste chinois et un représentant au premier congrès à Shanghai en juillet 1921, mais il quitte le Parti l'année suivante. Il voyage aux États-Unis où il est diplômé d'économie de l'université Columbia en 1925. À son retour en Chine, il rejoint le Kuomintang et est nommé chef du département des Paysans et des Travailleurs sous l'autorité de Liao Zhongkai. Il est considéré comme un membre de la clique gauchiste du Kuomintang et développe une proche amitié personnelle et politique avec Wang Jingwei. 
Bien qu'il joue un rôle significatif dans l'expédition du Nord de Tchang Kaï-chek, il s'oppose fortement à Tchang lorsqu'il commence à exercer un pouvoir dictatorial. Il considère comme injuste que Tchang ait réussi à remplacer Wang à la tête du Kuomintang par un coup d'état militaire en 1926. Cependant, durant la période de coopération entre Tchang et Wang, il est nommé ministre de l'Industrie de 1932 à 1936. Certaines des politiques économiques fondamentales qu'il met en place restent en pratique jusqu'aux années 1970. En tant que directeur de la branche du Sichuan du Kuomintang, il aide à organiser l'évacuation pour Chongqing après le déclenchement de la seconde guerre sino-japonaise.
Cependant, Chen reste politiquement distant de Tchang Kaï-chek après que Wang Jingwei a rompu avec le Kuomintang et établi le gouvernement nationaliste de Nankin pro-Japonais. Chen le rejoint très vite malgré son opposition initiale. Au sein de ce nouveau gouvernement, il devient président du Yuan législatif. Après que le contrôle de Shanghai a été remis au gouvernement de Nankin par les Japonais en novembre 1940, Chen est nommé maire de la ville. En 1944, lorsque Wang se rend au Japon pour raisons de santé, Chen est président par intérim du Yuan exécutif, et devient président du gouvernement nationaliste de Nankin à la mort de Wang en novembre 1944.
À la fin de la Seconde Guerre mondiale, Chen fuit au Japon et, immédiatement après la signature des actes de capitulation du Japon, le 9 septembre 1945 le général chinois He Yingqin demande au représentant du Japon, le général Yasuji Okamura, d'extrader Chen Gongbo vers la Chine pour trahison. La demande est acceptée par les forces d'occupation américaines, et Chen est ramené en Chine le 3 octobre. Pendant son procès, il se défend lui-même vigoureusement. Quand il était président, il avait refusé de coopérer avec les Japonais sur des affaires importantes et avait seulement agi par loyauté pour son ami Wang Jingwei. Condamné à mort pour trahison, il accepte calmement son destin en déclarant « Bientôt, je retrouverai Wang Jingwei dans le prochain monde ». Chen est fusillé à Suzhou le 3 juin 1946.

## Sources
- David P. Barrett and Larry N. Shyu, eds.; Chinese Collaboration with Japan, 1932-1945: The Limits of Accommodation Stanford University Press 2001
- John H. Boyle, China and Japan at War, 1937–1945: The Politics of Collaboration (Harvard University Press, 1972).
- James C. Hsiung and Steven I. Levine, eds., China's Bitter Victory: The War with Japan, 1937–1945 (Armonk, N.Y.: M. E. Sharpe, 1992)
- Ch'i Hsi-sheng, Nationalist China at War: Military Defeats and Political Collapse, 1937–1945 (Ann Arbor: University of Michigan Press, 1982).
- Frederick W. Mote, Japanese-Sponsored Governments in China, 1937–1945 (Stanford University Press, 1954).
- Margherita Zanasi, "Chen Gongbo and the Construction of a Modern Nation in 1930s China," in Timothy Brook and Andre Schmid, eds.; Nation Work:  Asian Elites and National Identities (University of Michigan Press, 2000).